# Провулок Новаторів (Київ)
Прову́лок Нова́торів — провулок у Дніпровському районі міста Києва, місцевість Ліски. Пролягає від вулиці Новаторів до Слобожанської вулиці.

## Історія
Провулок Новаторів виник у середині XX століття під назвою 314-а Нова вулиця. Сучасна назва — з 1953 року (повторне рішення — 1955 року).